# Anita Asante
Anita Amma Ankyewah Asante, född 27 april 1985, är engelsk fotbollsspelare som spelar för Aston Villa. Hon har tidigare spelat för FC Rosengård. Asante har även spelat för Englands landslag samt var med i Storbritanniens trupp vid olympiska sommarspelen 2012.

## Karriär
Asante började spela fotboll i Arsenal LFC 1998. Hon flyttades upp i A-laget säsongen 2003/2004. Asante var en del av Arsenals lag som tog en kvadrupel säsongen 2006/2007, då de vann Uefa Women's Champions League, FA Women's Premier League, FA Women's Cup och FA Women's Premier League Cup. Samma säsong blev de historiska som första klubben utanför Skandinavien eller Tyskland att vinna UEFA Women's Cup.
I juli 2008 värvades Asante och lagkamraten Lianne Sanderson av Chelsea LFC. 2009 gick Asante till amerikanska WPS-laget Sky Blue FC. 2010 gick hon till Saint Louis Athletica, en klubb som lades ner efter endast tjugo dagar av seriespelet. Därefter spelade Asante sex matcher för Chicago Red Stars innan hon avslutade säsongen i Washington Freedom. I december 2010 återvände Asante till Sky Blue FC, där hon återförenades med sin tränare från Washington Freedom.
Inför säsongen 2012 lades WPS ner och Asante flyttade till Sverige för spel i Kopparbergs/Göteborg FC. I oktober 2013 värvades Asante av FC Rosengård, där hon skrev på ett tvåårskontrakt. Inför säsongen 2016 förlängde hon kontraktet till och med 2017.
I december 2017 skrev hon ett kontrakt på 2,5 år med Chelsea. I juli 2020 värvades Asante av Aston Villa.